# 20376 Джойгайнс
20376 Джойгайнс (20376 Joyhines) — астероїд головного поясу, відкритий 22 травня 1998 року.
Тіссеранів параметр щодо Юпітера — 3,498.